# 堀内俊胤
堀内俊胤（ほりうち としたね 、? - 1569年）は、陸奥国相馬氏の一門・堀内近胤の嫡男である。1569年（永禄12年）1月、伊達氏との合戦で討死した。俊宗の娘（または妹）はその後、堀内の名跡を継ぐため、懸田義宗（または俊宗）の三男・義氏や泉胤秋と妻合わされたが、最終的には二本松右馬頭の妻となった。